# 第九区
，是於2009年上映的一部有關外星人在地球的科幻電影，由尼爾·布洛姆坎普執導，《魔戒》導演彼得·杰克逊監製。本片改編自尼爾·布洛姆坎普的2006年短片《Alive in Joburg》。故事主角是一位MNU（列国联盟）的遷移辦事人員。他在强迫貧民窟外星难民拆迁的过程中，意外感染到外星人的流体并变异，之後被抓捕當作實驗體，最後逃脫并展開逃亡。

## 情节概要
故事開始在1982年，在南非约翰内斯堡上空突然出现了一艘巨大的外星人长程采矿船停留于该处，人们惶恐不安，而又分外好奇。根据报道显示，这艘飞船的一块命令模块偶然掉落在地球后导致其搁浅。经过长达三个月的等待后，太空船仍沒有動靜，而登上船艦的探索小组发现了舱内约有100万名身体状况欠佳的节肢动物状外星物种，而这些外星人在寻求庇护。在被接送下來后，入住非洲的外星人中有部分人从事犯罪和破坏活动，从而导致了政府对其进行人口控制的需求。南非政府将他们限制在约翰内斯堡的一个贫民窟中，内部代号第九区。由于他们长得像一种南非的巨型蟋蟀“城镇大虾”（Parktown Prawn），因此被当地人称为“大虾”。
來到28年後的現在，经过数年的繁衍后，外星人的数量已一发不可收拾。一個名叫Multinational United的機構（列国联盟，簡稱MNU）要去執行外星人遷移計畫，目的地是南非北部荒野的第十区，而主角威库斯（沙尔托·科普雷飾）為此次任務的負責人，他的任務是要讓外星人簽下移居同意書。威库斯在拜訪外星人的時候，不小心感染到外星人的能源——“流体”，因而慢慢演化為外星人。在演化的过程中，威库斯被MNU所抓到並且在他身上做實驗，由於威库斯已擁有外星人的DNA，而從外星人繳來的武器必須以他們的DNA才可以啟動，威库斯无疑已经成了解开外星人武器技术的秘密钥匙，這也使得他成了全世界追捕的对象，因为他象征着MNU武器实验中最有价值的关键所在。威库斯在受到了同类无尽的排斥和不友好的对待後，最後唯有匿藏在第九区內。

## 主要角色
- 沙托·科普利 飾 威庫斯·凡·得·莫威（Wikus van de Merwe）
- 傑森·寇普 飾 克里斯多佛·強森（Christopher Johnson）以及所有開口外星人角色
- 凡妮莎·海沃 飾 塔妮雅（Tania）
- 大衛·詹姆斯 飾 柯布斯·文特爾上校（Colonel Koobus Venter）

## 製作
这部电影被认为是尼尔·布洛姆坎普从他的2005年短片《约堡外星人》(Alive in Joburg)演绎而来。《约堡外星人》讲述外星人和地球居民在约堡的冲突。约堡实际上就是约翰内斯堡。此外，不少人认为该片影射南非当年的种族隔离政策。《第九区》的片名则是来自南非的第六區。
此片除了取得票房上的成功外，亦被提名為第82屆奧斯卡金像獎的最佳電影及最佳改編劇本。

### 背景设定
影片中的外星人社会是一个蜂巢社会。

### 拍摄
《第九区》在非洲的贫民窟实地拍摄。片中的许多人类使用的武器都是真实存在的。例如南非部队使用的20毫米反坦克步枪NTW-20，白色CR-21突击步枪，BXP衝鋒槍，PAW-20半自動榴彈發射器。主角威库斯使用的外星反重力枪则脱胎于游戏《半条命2》。

## 評價
截至2009年9月30日，知名評論網站爛番茄裡，基於228篇評論，高達90%的影評給予正面的評價，而在IMDb上更獲得8.6的高分。

## 禁止上映
西非奈及利亞政府在本片上映前曾提出強烈抗議，指其詆毀奈及利亞國家形象，將奈及利亞人醜化成食人生番、罪犯和娼妓。该國當局除下令全國禁映、將影片沒收，同时要求索尼電影公司公開道歉。

## 外部連結
- （英文）官方網站 （页面存档备份，存于）
- 中文官方網站 （页面存档备份，存于）
- 互联网电影数据库（IMDb）上《第九禁區》的资料（英文）
- 豆瓣影评 （页面存档备份，存于）